# (790) Pretoria
(790) Pretoria est un gros astéroïde de la ceinture principale extérieure. Il fut nommé en l’honneur de Pretoria, la capitale administrative d'Afrique du Sud.